# Абзаево (Кигинский район)
Абза́ево (баш. Абзай) — село в Кигинском районе Республики Башкортостан Российской Федерации. Административный центр Абзаевского сельсовета.

## География

### Географическое положение
Расстояние до:
- районного центра (Верхние Киги): 34 км,
- ближайшей ж/д станции (Сулея): 77 км.

## Население
| 2002 | 2009 | 2010 |
| ---- | ---- | ---- |
| 568  | ↘561 | ↘558 |

Национальный состав
Согласно переписи 2002 года, преобладающая национальность — башкиры (96 %).

## Религия
В селе есть мечеть.

## Известные уроженцы
- Адигамов, Ильдус Анасович (род. 18 июня 1951) — башкирский государственный деятель, учёный и преподаватель высшей школы.
- Гибадуллин, Миннитагир Гибадуллинович (29 декабря 1898 — 19 апреля 1982) — писатель-сказочник, участник башкирского национального движения[5].
- Сафина, Миндигаян Миндиахметовна (род. 2 июля 1951) — актриса-кукловод Башкирского государственного театра кукол, член Союза театральных деятелей (1980), Народная артистка РБ (1999)[6][7].
- Шагалимова Зульфия Байтулловна (род. 14 июля 1953) — Отличник народного просвещения Российской Федерации (1993).[8]